# ريتشارد فارمان
ريتشارد فارمان (بالفرنسية: Dick Farman)‏ هو طيار ومهندس فرنسي، ولد في 1872 في باريس في فرنسا، وتوفي بنفس المكان في 31 يناير 1940.